# Landskron Brau-Manufaktur Görlitz Dr. Lohbeck

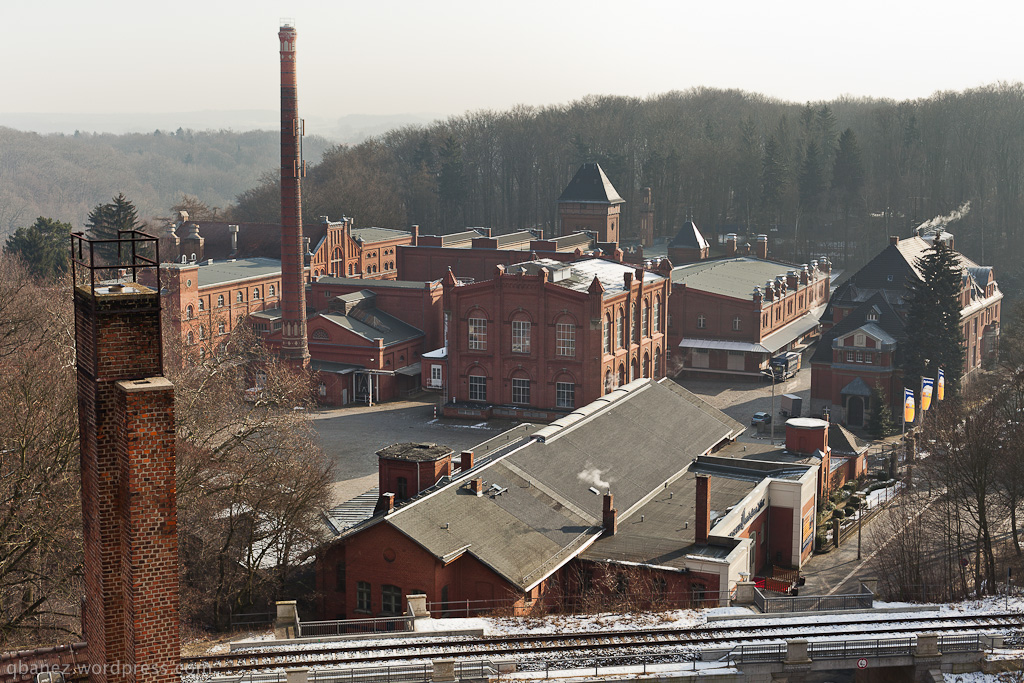
Brauereigebäude

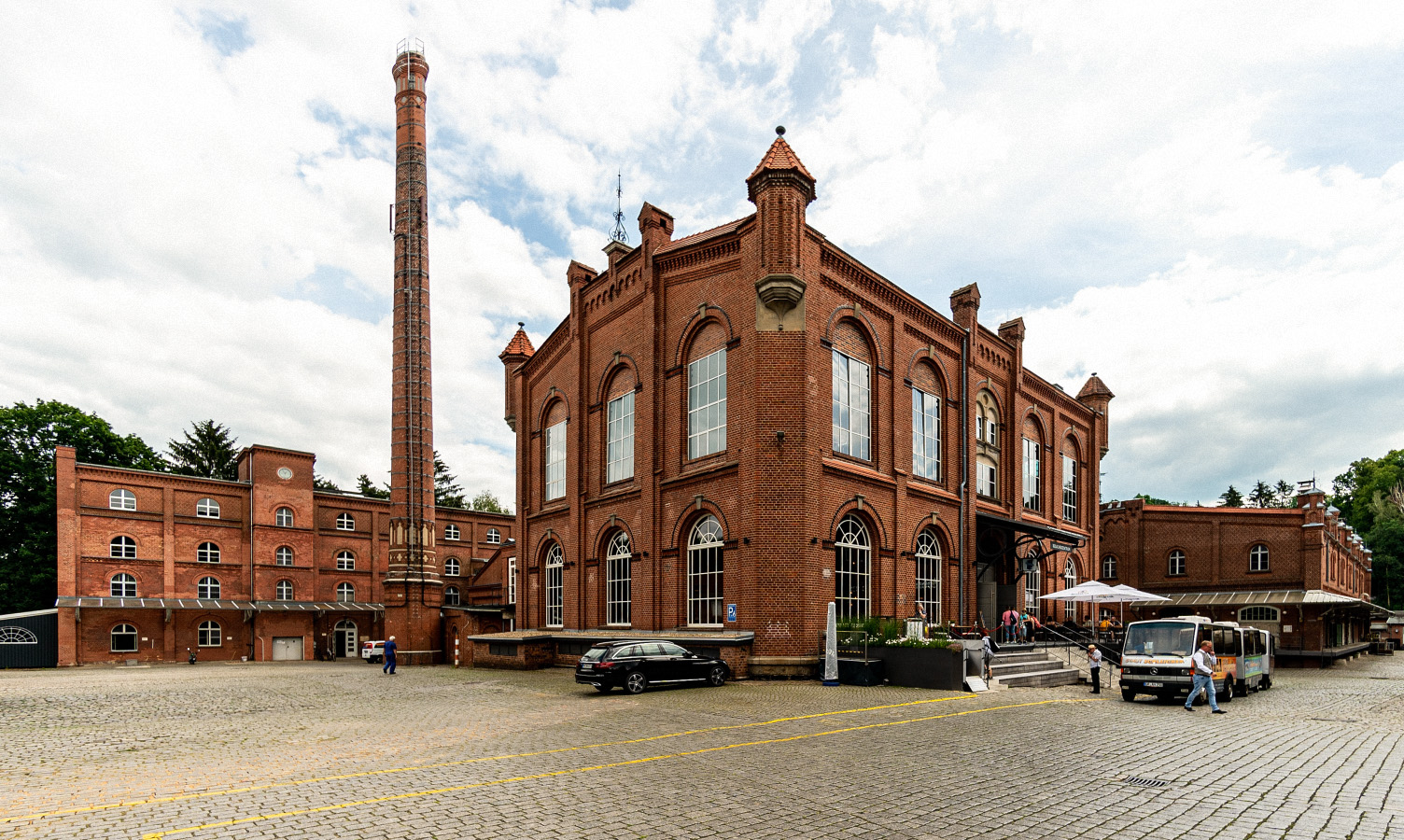
Kesselhaus der Landskronbrauerei

Die Landskron Brau-Manufaktur Görlitz Dr. Lohbeck GmbH & Co. KG ist eine Brauerei in Görlitz, die 70 Mitarbeiter beschäftigt. Sie geht auf die 1869 gegründete Görlitzer Aktien-Brauerei zurück. Mit einigen noch heute in Betrieb stehenden Bauten gehört sie zu den ältesten produzierenden Industriedenkmälern Deutschlands. Das Bier reift in 12 Meter tiefen Kellerräumen 40 Tage lang, länger als üblich. Diese Gärungsräume von 1869 stehen unter Denkmalschutz.
Da Görlitz seit 1945 die östlichste Stadt Deutschlands ist, wurde die Landskron-Brauerei lange Zeit als „östlichste Brauerei Deutschlands“ beworben. Als nur wenige Meter weiter östlich an der Neiße eine Hausbrauerei gegründet wurde, ging dieser Titel 2006 verloren.

## Lage
Die Brauerei steht auf dem Weinberggelände, einem Hang des westlichen Taleinschnitts der Lausitzer Neiße. Die felsigen Hänge zur Neiße waren ursprünglich fast kahl, wurden jedoch im Laufe der Jahre aufgeforstet. So entstand ein abwechslungsreicher Laubwald. Der Name der Brauerei leitet sich vom Görlitzer Wahrzeichen, der Landeskrone ab, der höchsten Erhebung im Stadtgebiet.

## Geschichte

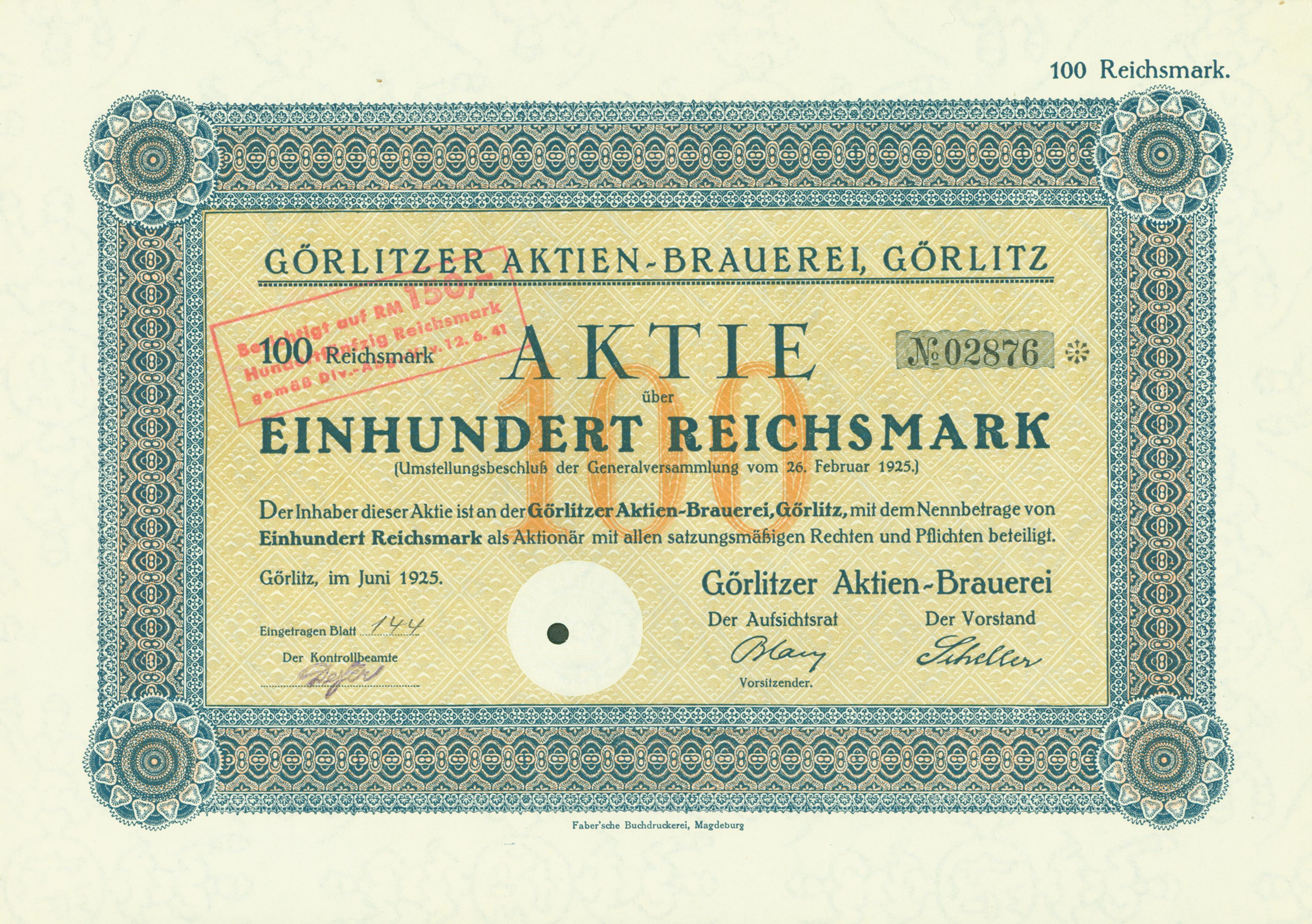
Aktie über 100 RM der Görlitzer Aktien-Brauerei vom Juni 1925

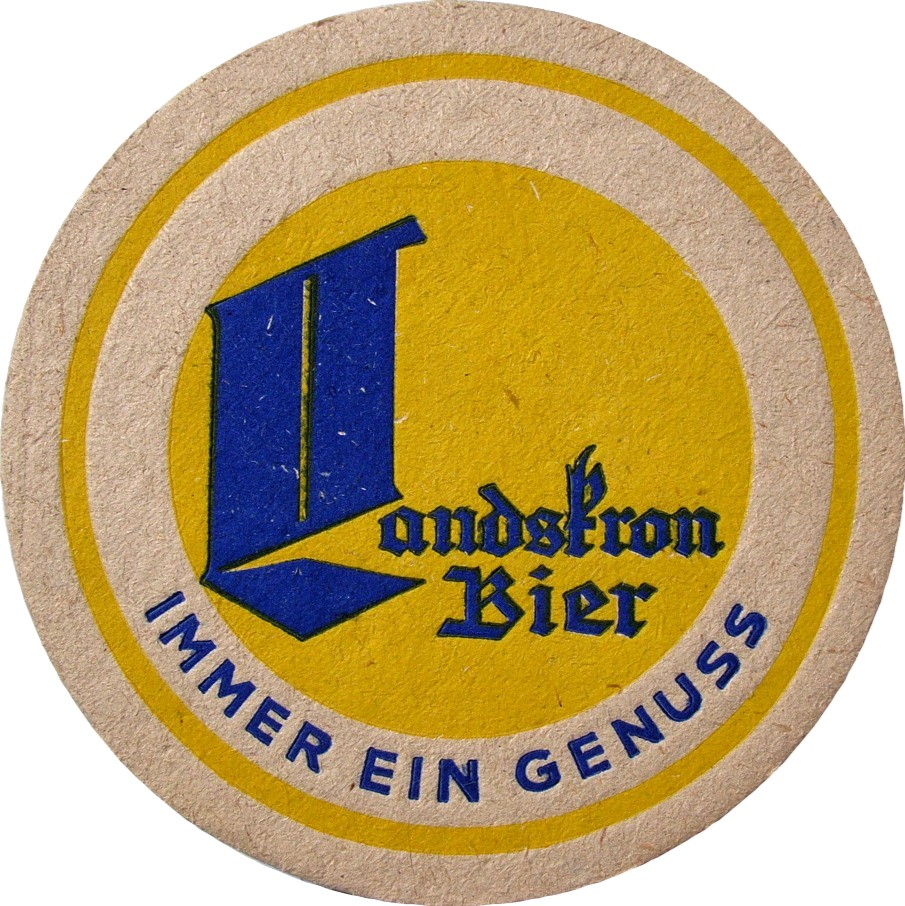
Alter Landskron-Bierdeckel

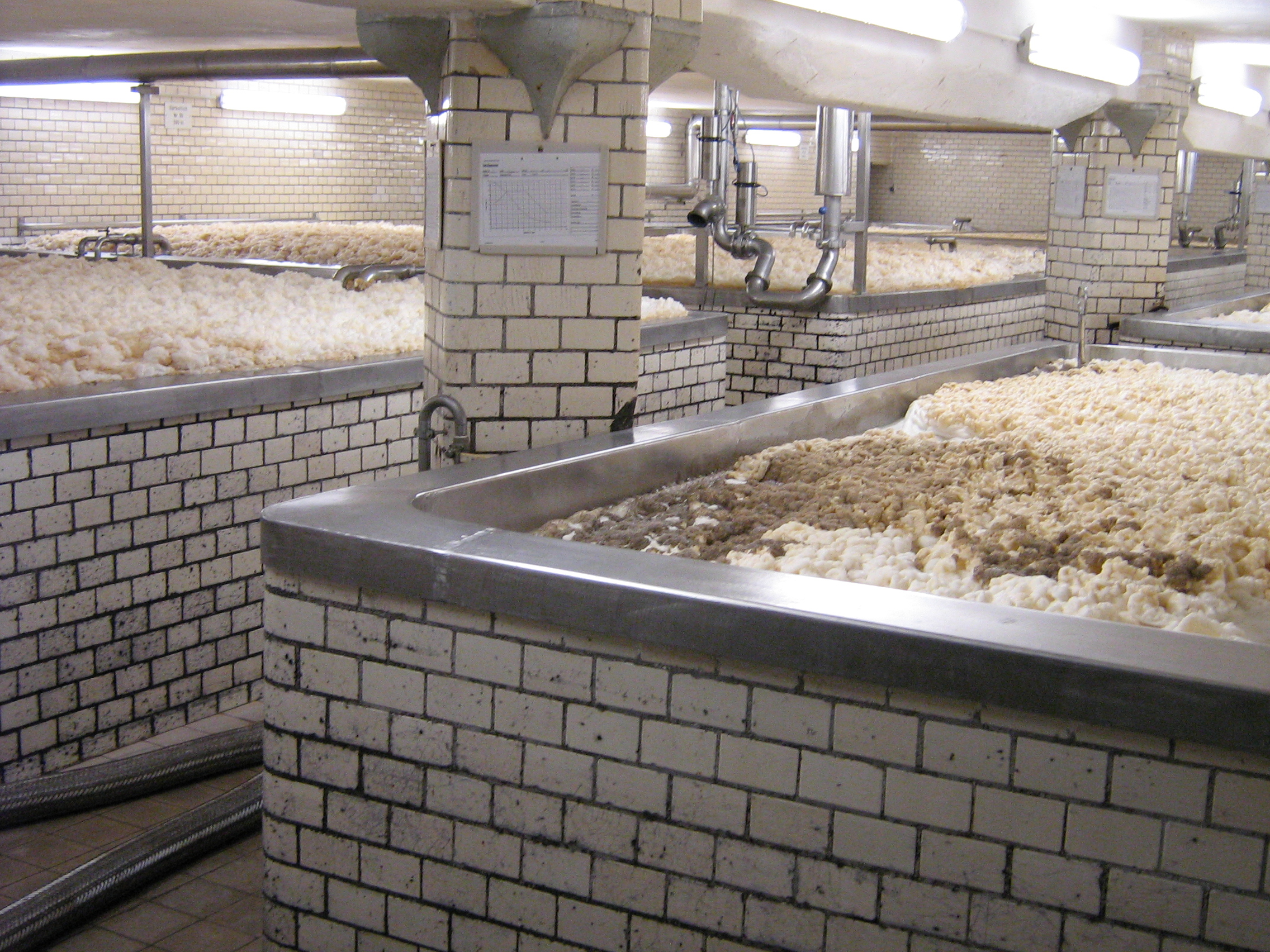
Offene Gärbottiche der Landskronbrauerei

Bei ihrer Gründung 1869 hatte die Görlitzer Aktien-Brauerei ein Aktienkapital von 250.000 Talern und erreichte im ersten Geschäftsjahr einen Ausstoß von 27.000 Hektoliter. 1882 wurde die Marke Landskron Bier patentrechtlich geschützt. Drei Jahre später erhielt das Bier 1885 eine Goldmedaille auf der Gewerbe- und Industrieausstellung. Ab dem 1. Dezember 1903 war Theodor Scheller Direktor des Unternehmens. 1908 wurden erstmals 100.000 Hektoliter produziert. Zwischen 1907 und 1911 entstanden einige Neubauten, darunter eine Kelleranlage, ein Maschinenhaus, eine Fasshalle, ein Schornstein sowie eine Flaschen-Reinigungs- und Füllanlage. Im August 1913 wurde ein neues Sudhaus in Betrieb genommen. Die Baugruppe aus Verwaltungsgebäude und Direktorwohnhaus an der Straße wurde 1914–1916 nach einem Entwurf des Görlitzer Architekten Gerhard Röhr errichtet. Im Geschäftsjahr 1916/1917 wurde mit der Brauerei „Zum Felsenkeller“ E. H. Bescheerer KG ein lokaler Konkurrent übernommen, dessen Immobilien drei Jahre später veräußert wurden. Zur gleichen Zeit wurde die Aktienmehrheit der Aktien-Brauerei Löbau erworben. Ein Jahr später kamen die Braukommune Spremberg und die Aktienmehrheit der Bierbrauerei und Malzfabrik J. Hohberg AG in Löwenberg (Schlesien) hinzu. Das Aktienkapital wurde nach Ende der Inflation und der Währungsreform im Februar 1925 auf 2.018.000 Reichsmark (RM) umgestellt.
Von 1928 bis 1946 leitete Walther Scheller das Unternehmen, Theodor Scheller wechselte in den Aufsichtsrat. Aus dieser Zeit stammt auch das stilisierte L auf dem Etikett. Im Geschäftsjahr 1933/1934 wurde der Ausschank auf dem Brauereigelände stillgelegt, die Innenräume und der Biergarten wurden für Betriebszwecke genutzt. 1937 wurde die Bürgerliches Brauhaus Görlitz AG übernommen und ihre Betriebsanlagen stillgelegt. 1943 betrug das Aktienkapital 2,4 Millionen RM.
Eine staatliche Beteiligung erfolgte 1959 bei der Landskron Brauerei Scheller & Co. KG. 1972 wurde die Brauerei vollständig verstaatlicht und als Volkseigener Betrieb geführt. 1988 erreichte die Brauerei mit 541.000 Hektolitern den größten Ausstoß seit ihrer Gründung. Ab 1991 wurde wieder nach dem deutschen Reinheitsgebot gebraut. 1992 übernahm die Familie Scheller das Unternehmen wieder.
Seit Jahresbeginn 2003 gehörte das Unternehmen zur Holsten-Gruppe. Im Juli 2006 wurde das Unternehmen an die Familienstiftung von Rolf Lohbeck (Dr. Lohbeck & Dr. Lohbeck-Corvey Stiftung) veräußert. Geschäftsführer war von 2015 bis zu seinem Tod im Januar 2017 Manfred ten Bosch. Die Jahresproduktion liegt bei 162.000 Hektolitern.

## Sortiment

### Landskron Premium Pilsner
Das Hauptprodukt ist das Pils. Es ist ganzjährig im Sortiment. Das Pils enthält 4,8 % Alkohol und einen Stammwürzegehalt von 11,6 %. Laut Hersteller liegt seine optimale Genusstemperatur bei 8 °C.

### Pupen-Schultzes Schwarzes
Dieses ursprünglich aus Cottbus stammende Schwarzbräu erhielt 2003 den Deutsche Landwirtschafts-Gesellschaft-Preis (DLG) in Silber. Der Name stammt vom Anfang des 20. Jahrhunderts, als Gustav Schultze sein Schwarzbier in Cottbus braute und nach Berlin, Sachsen und Nordeuropa als Schultzes Schwarzes versandte. Der Zusatz Pupen wurde vom Volk hinzugedichtet, da das Bier oft auf dem Transport schal wurde. Der Alkoholgehalt beträgt 3,8 % und der Stammwürzegehalt 9,8 %. Pupen-Schultzes Schwarzes von der Landskron Brauerei enthält die chemischen Süßstoffe Aspartam, Acesulfam und Saccharin. Der Hersteller bezeichnet es deshalb in Deutschland als „Schankbier mit Süßungsmittel“.

### Landskron Weizen
Bereits in seinem ersten Jahr 2006 wurde das Landskron Weizen von der Deutschen Landwirtschafts-Gesellschaft mit der Goldmedaille ausgezeichnet. Es ist das einzige Weizenbier aus Sachsen und Brandenburg, das sich dem Test unterzogen hat. Das Bier besitzt einen Alkoholgehalt von 5,5 % und einen Stammwürzeanteil von 12,8 %. Es kann ebenfalls ganzjährig erworben werden.

### Weitere Produkte

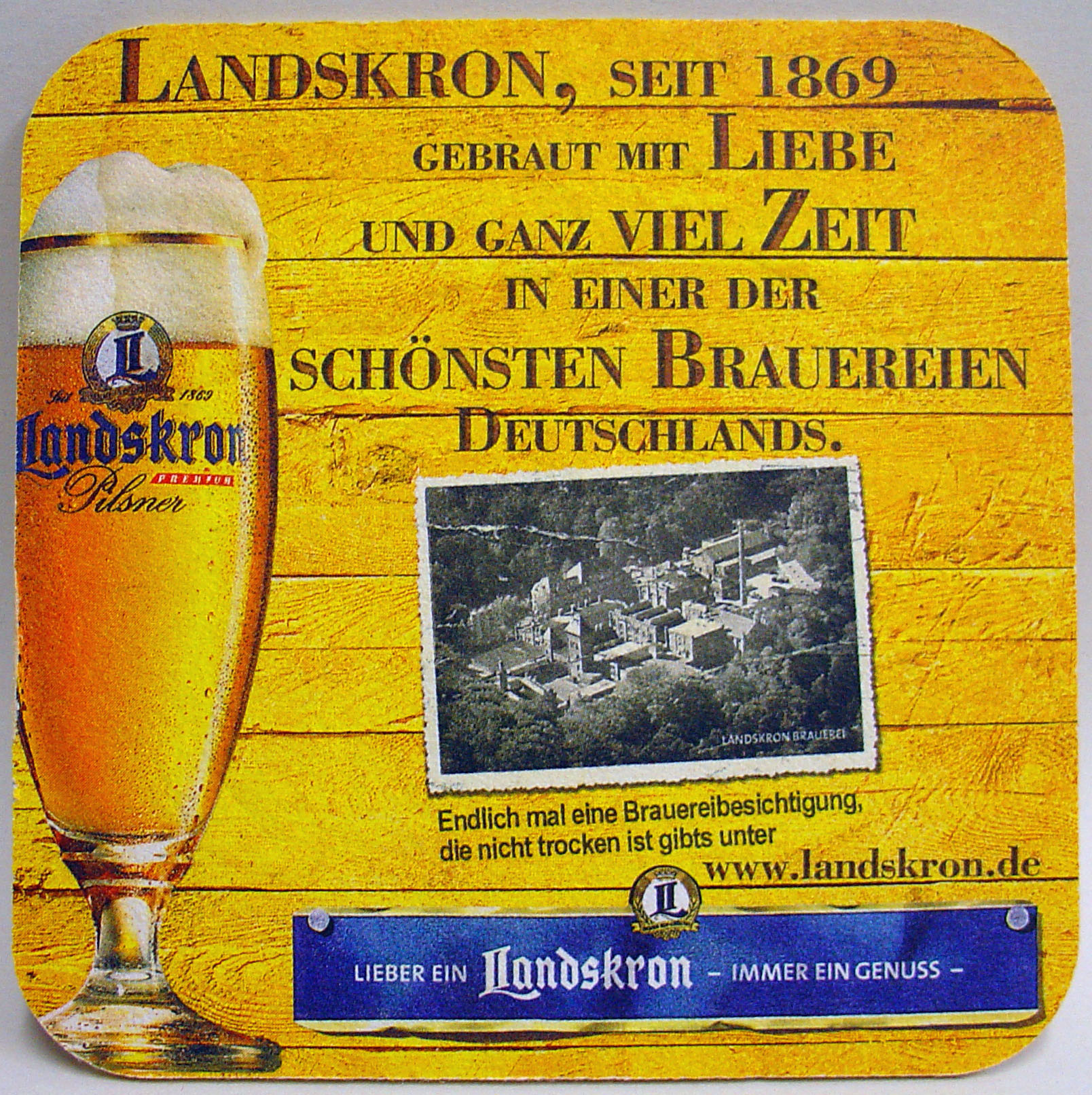
Bierdeckel mit Bild der Brauerei

- Landskron Hell, 4,5 % Vol. und 10,9 % Stammwürze
- Landskron Edel-Bitter, 4,8 % Vol. und 11,9 % Stammwürze
- Landskron Maibock/Goldbock, 6,3 % Vol. und 16,5 % Stammwürze
- Landskron Winterhopfen, 5,3 % Vol. und 13,5 % Stammwürze
- Landskron Kellerbier, naturtrüb, 5,2 % Vol. und 12,0 % Stammwürze.
- Landskron Aktiv
- Landskron Lager
- Landskron Bernstein
- Lausitzer Kindl – Natur Hell
- Landskron Fassbrause

Seit Anfang April 2018 werden die Sorten Landskron Pilsner, Bernstein und Pupen-Schultzes Schwarzes auch in 0,33-Liter-Flaschen verkauft.

## Brauereifest

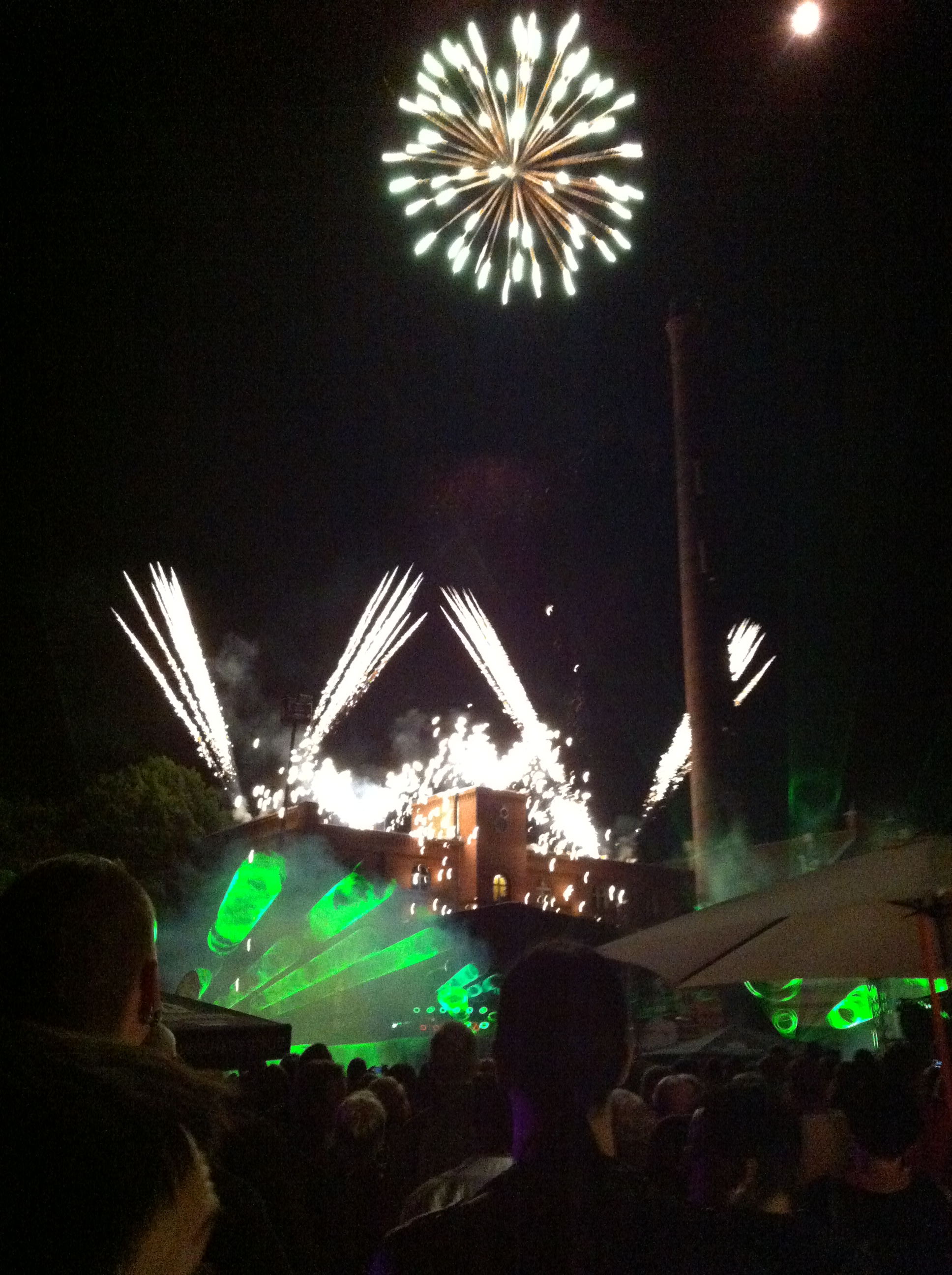
Feuerwerk und Lasershow beim Brauereifest 2012

Seit 2003 findet meist jährlich an einem Wochenende das Brauereifest unter dem Namen Landskron Braufest der Sinne statt. Es beginnt in der Regel am Freitagabend und endet am Sonntagabend. Verschiedene Musik- und Tanzgruppen bilden das kulturelle Rahmenprogramm. Samstagnacht findet ein Feuerwerk und eine Lasershow an der Hauptbühne im großen Innenhof der Brauerei statt. Zum Brauereifest haben neben den Räumlichkeiten der Kulturbrauerei oft auch die Kulturschmiede und der Bierkeller unter der Direktorenvilla geöffnet. Im Jahr 2018 zählte man beim 15. Brauereifest etwa 12.000 Besucher.

## Sonstiges
- Landskron ist offizieller Sponsor des Fußballvereins FSV Budissa Bautzen.
- Die Gasse vor dem Sudhaus diente als Kulisse des Films In 80 Tagen um die Welt und stellte den New Yorker Hafen dar.
- Die Brauerei ist Mitglied im Brauring, einer Kooperationsgesellschaft privater Brauereien aus Deutschland, Österreich und der Schweiz.[2]